# Rozdziel
Rozdziel (słow. Rozdiel) – potok na Słowacji, dopływ Wielkiego Lipnika. Wypływa na wysokości około 890 m n.p.m. pod Szczobem (920 m), na południowej stronie grzbietu łączącego Przełęcz Gromadzką z przełęczą Rozdziele. Na odcinku poniżej przełęczy Rozdziele spływa w południowo-wschodnim kierunku doliną, która oddziela Małe Pieniny od Beskidu Sądeckiego. Orograficznie prawe zbocza tej doliny tworzy należący do Małych Pienin grzbiet łączący Wierchliczkę (964 m) z Faklówką (934 m), zbocza lewe tworzy południowy grzbiet Szczoba, należący do Beskidu Sądeckiego (Pasmo Radziejowej). Tuż powyżej Litmanowskich Skałek i zarazem górnego końca zabudowań Litmanowej uchodzi do Wielkiego Lipnika jako jego główny dopływ. Wielki Lipnik (w polskim piśmiennictwie od miejsca połączenia się z Rozdzielem często nazywany Litmanowskim Potokiem) dokonuje przełomu, rozcinając Litmanowskie Skałki na dwie grupy i po zachodniej stronie Lubowli uchodzi do Popradu.
Rozdziel ma tylko niewielkie dopływy spływające z obydwu jego zboczy. Jego doliną prowadzi szlak turystyczny.

## Szlak turystyczny
– żółty z polskich Jaworek przez Białą Wodę, przełęcz Rozdziele doliną potoku Rozdziel do Litmanowej. Czas przejścia 2:30 h